# Iveland
Iveland  er en kommune i Agder fylke i Norge. Den grænser i nordvest til Evje og Hornnes, i nordøst og øst til Birkenes, og i syd og vest til Vennesla.